# Kanton Sagro-di-Santa-Giulia
Kanton Sagro-di-Santa-Giulia (francouzsky Canton de Sagro-di-Santa-Giulia) je francouzský kanton v departementu Haute-Corse v regionu Korsika. Tvoří ho 8 obcí.

## Obce kantonu
- Brando
- Canari
- Nonza
- Ogliastro
- Olcani
- Olmeta-di-Capocorso
- Pietracorbara
- Sisco